# Maanzaadbrood

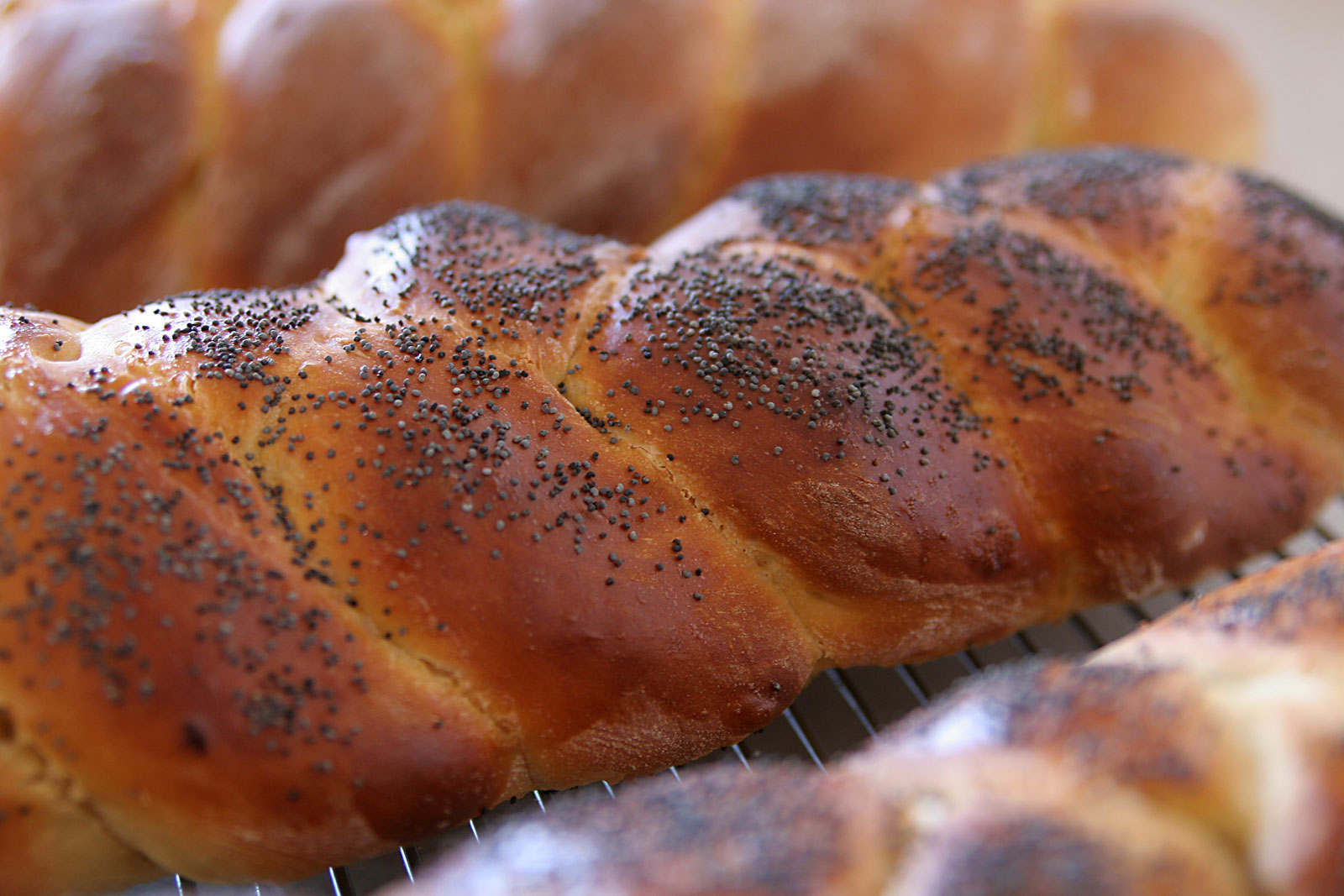
Challe

Maanzaadbrood is een verzamelnaam voor brood waarin  maanzaad is verwerkt. Dit zogenaamde blauwmaanzaad is afkomstig van de slaapbol (Papaver somniferum). In Nederland en België wordt het meestal voor het bakken op het deeg aangebracht. Dat geldt bijvoorbeeld ook voor het Poolse obwarzanek en de zoete Hebreeuwse variant, challe of challa. Er bestaan in verschillende delen van Europa ook broden waarin maanzaad in een vulsel wordt verwerkt.

## Opiaat
Maanzaad bevat sporen van de actieve stoffen in opiaten maar kan redelijk veilig gegeten worden. Tests die naar het gebruik van opiaten kijken, tonen ook de consumptie van maanzaad aan.

## Gevulde zoete varianten

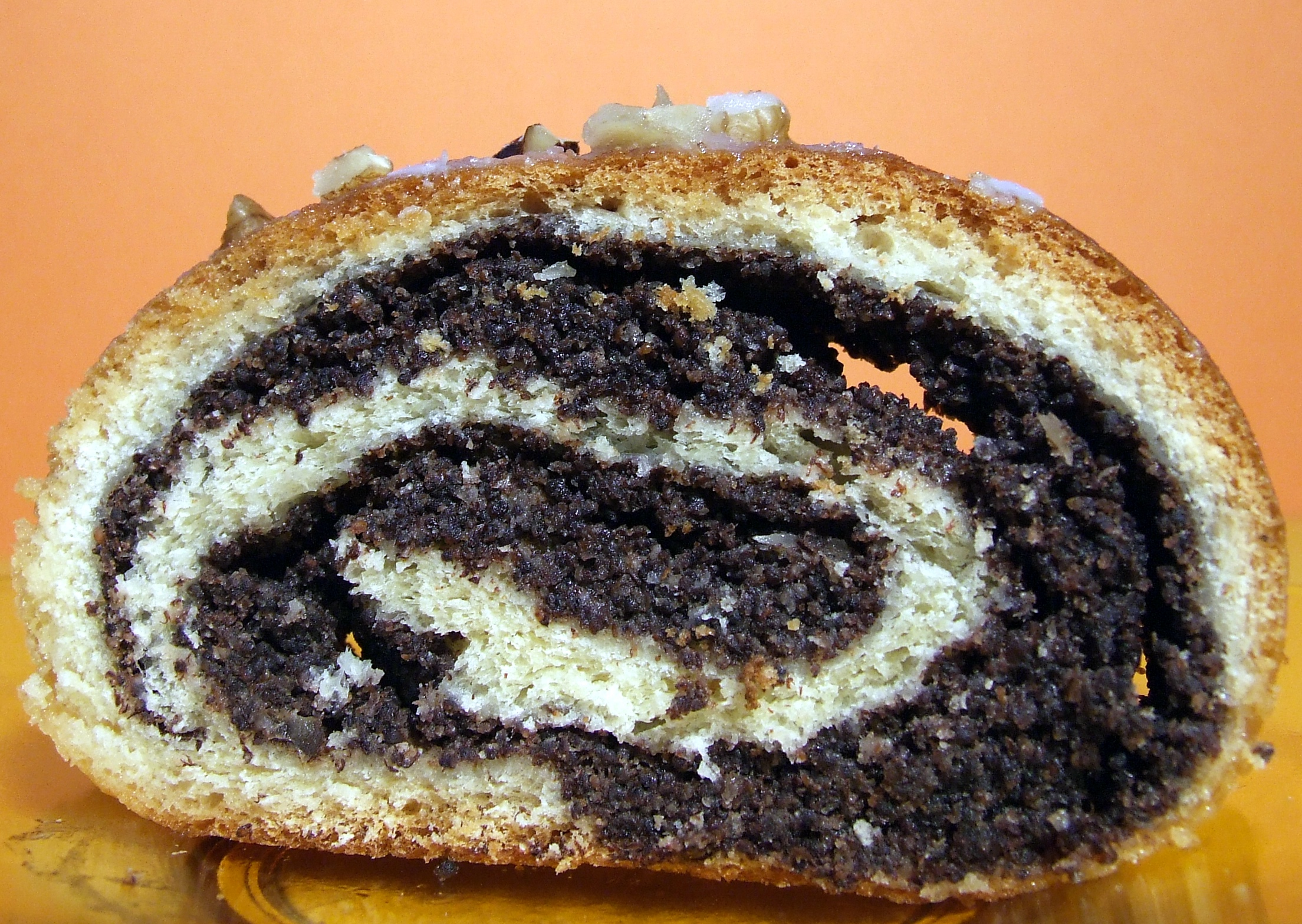
Pools maanzaadbrood gevuld met een vulsel van onder meer maanzaad

Er bestaan verschillende zoete varianten van maanzaadbrood, vooral in het midden en oosten van Europa, in het Nederlands wel aangeduid als Pools maanzaadbrood of Hongaars maanzaadbrood. Dit brood wordt gemaakt van een zoet deeg en gevuld met een mengsel van vruchten, noten en maanzaad.
Het deeg wordt bijvoorbeeld gemaakt van 500 gram bloem, theelepel zout, 6 gram gist, 100 gram suiker, 100 gram boter, 2 dl melk en een ei.
Een hierbij passende vulling bevat 100 gram maanzaad, een eetlepel honing, 100 gram gehakte walnoten of amandelen, 100 gram rozijnen en/of dadels, enkele theelepels geraspte citroen- of sinaasappelschil, vanille en kaneel.  